# 楊華 (清朝)
楊華（1745年5月25日—1826年8月5日），福建省金門縣金寧鄉湖下人，曾署理過江南全省提督。今楊華故居與墓仍存，故居為金門縣縣定古蹟。

## 生平
楊華出生於清乾隆十年四月廿四日，長大後從軍，初任廈門前營外委，乾隆五十一年（1786年）參與林爽文事件的鎮壓，建下功勳，後陞福建水師提標中營千總，嘉慶元年（1796年）又陞為海壇守備。後來又由於緝捕海盜有功，遂補閩安左營都司，又補狼山左營遊擊，之後又遷為京口副將。嘉慶十四年（1809年）楊華陞為蘇松鎮總兵官，署理江南全省提督，後請歸休。
道光六年七月初二去世後，葬於今金門縣金寧鄉湖下村西北，並誥授為武顯將軍。